# Luvigny
Luvigny ist eine französische Gemeinde mit 117 Einwohnern (Stand 1. Januar 2022) im Département Vosges in der Region Grand Est (bis 2015 Lothringen). Sie gehört zum Kanton Raon-l’Étape im Arrondissement Saint-Dié-des-Vosges.

## Geografie

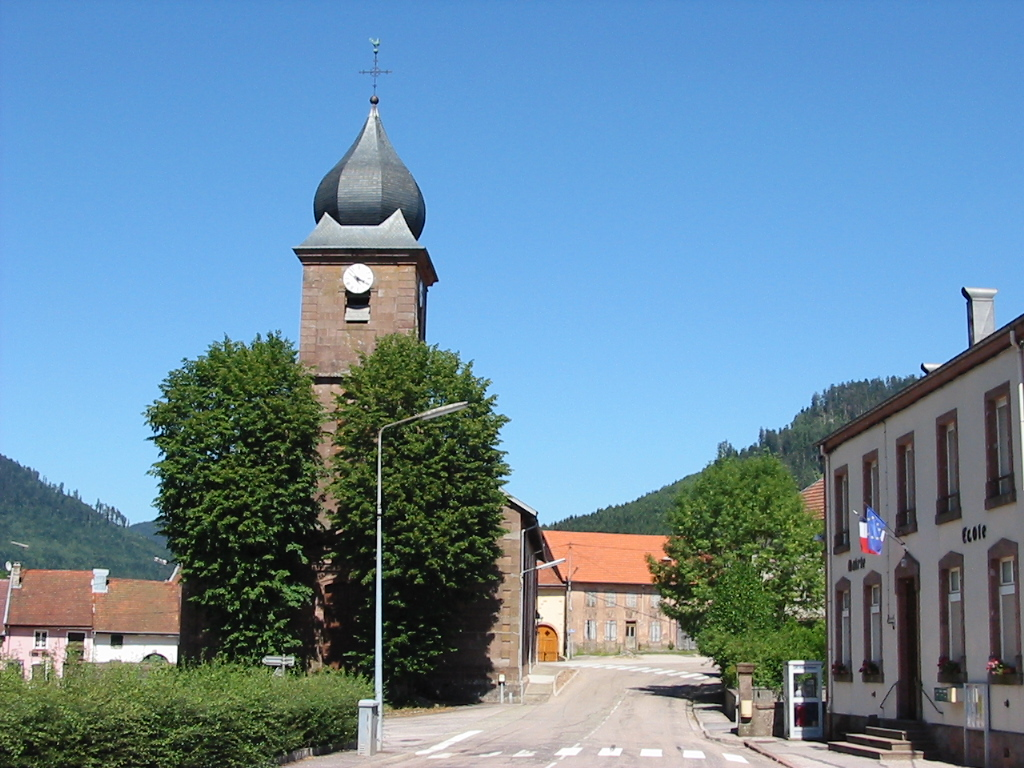
Dorfzentrum mit Kirche, Mairie und Schule

Die Gemeinde Luvigny liegt an der Plaine nahe dem Vogesenkamm, der die Grenze zum Département Bas-Rhin (ehemalige Region Elsass) markiert.
Nachbargemeinden von Luvigny sind Raon-sur-Plaine im Nordosten, Grandfontaine im Osten, Vexaincourt im Süden sowie Bionville im Westen.

## Geschichte
Eine erste Erwähnung stammt aus dem Jahr 1656, damals gehörte die Siedlung zum Fürstentum von Salm. Die Gemarkung der Gemeinde umfasst zwei Drittel des Bois Sauvages, den sie mit Allarmont teilt. Übersetzt bedeutet das so viel wie Wald der Wildfänge. Der Fluss la Plaine bildet die nordwestliche Gemeindegrenze und zugleich die Départementsgrenze.

### Bevölkerungsentwicklung
| Jahr      | 1962 | 1968 | 1975 | 1982 | 1990 | 1999 | 2012 |
| Einwohner | 121  | 126  | 105  | 123  | 88   | 94   | 110  |

## Sehenswürdigkeiten
- Kirche Saint-Barthélémy, erbaut im Jahr 1779